# یوجی میاهارا
یوجی میاهارا (انگلیسی: Yuji Miyahara؛ زادهٔ ۱۹ ژوئیهٔ ۱۹۸۰) بازیکن فوتبال اهل ژاپن است.
از باشگاه‌هایی که در آن بازی کرده‌است می‌توان به باشگاه فوتبال سرزو اوساکا، باشگاه فوتبال ناگویا گرامپوس، باشگاه فوتبال آویسپا فوکوئوکا، و باشگاه فوتبال ساگان توسو اشاره کرد.